# Hermsdorf (bei Ruhland)
Pour les articles homonymes, voir Hermsdorf.
Hermsdorf (jusqu'au 1er janvier 2002 Hermsdorf bei Ruhland) est une commune allemande de l'arrondissement de Haute-Forêt-de-Spree-Lusace, Land de Brandebourg.

## Géographie
Hermsdorf se situe dans la Basse-Lusace.
La commune comprend le quartier de Jannowitz et le village de Lipsa.
| Ruhland    |             | Guteborn  |
| Kroppen    | Hermsdorf   | Grünewald |
| Schwepnitz | Königsbrück |           |

## Histoire
Hermsdorf est mentionné pour la première fois en 1489.
Jannowitz fusionne avec Hermsdorf le 31 décembre 2001.

## Personnalités liées à la commune
- Franziska Bennemann (1905–1986), femme politique.

## Source, notes et références
- (de) Cet article est partiellement ou en totalité issu de l’article de Wikipédia en allemand intitulé « Hermsdorf (bei Ruhland) » (voir la liste des auteurs).